# Mike Thomas (giocatore di football americano 1994)
Michael Davonta Thomas (Chicago, 16 agosto 1994) è un giocatore di football americano statunitense che milita nel ruolo di wide receiver per i Cincinnati  Bengals della National Football League (NFL).

## Carriera professionistica

### Los Angeles Rams
Dopo avere giocato al college a football alla Southern Mississippi University, Thomas fu scelto nel corso del sesto giro (206º assoluto) del Draft NFL 2016 dai Los Angeles Rams. Debuttò come professionista subentrando nella gara del primo turno contro i San Francisco. Nella settimana 13 contro gli Atlanta Falcons ricevette il primo passaggio da 16 yard dal quarterback Jared Goff. La sua stagione da rookie si concluse con 3 ricezioni per 37 yard in 15 presenze, nessuna delle quali come titolare.
Il 14 luglio 2017 Thomas fu sospeso per le prime quattro gare della stagione 2017 per essere risultato positivo a un test antidoping.

### Cincinnati  Bengals
Il 24 marzo 2020, Thomas firmò con i Cincinnati Bengals.